# 突尼斯輕軌
突尼斯輕軌（法語：Métro léger de Tunis，阿拉伯语：‎），又稱突尼斯市地鐵，是突尼西亞突尼斯的輕軌運輸系統，於1985年投入服務。
突尼斯輕軌擁有專用路權，大部分路軌設於地面，小部分路軌則為地下線路，下穿重要的十字路口，避開上方繁忙的道路交通。突尼斯輕軌和市內其他交通工具一樣，由突尼斯市交通公司經營。

## 歷史
突尼斯市曾經有一個古老的有軌電車系統，最終被拆除。隨著突尼斯市地區需要一個通勤運輸系統，很明顯，最後決策聯繫由城市至郊區的一個現代輕軌系統。突尼斯輕軌公司（法語：Société du métro léger de Tunis，簡稱SMLT）成立於1981年，去管理突尼斯輕軌。第一條路線：一號線是在1981年開始興建，於1985年完成並開始營運。在1989年，二號線也開始營運。接下來的三號和四號線於1990年開始營運。在1992年，5號線開始營運，同年三號線延長至現在的長度。在1997年，四號線也開始延長，和未來，四號線將會在2007年再延長至La Manouba。突尼斯輕軌公司在2003年與國家交通公司（法語：Société nationale de transports，簡稱SNT，成立於1963年，突尼斯市市內巴士與突尼斯市－古萊特－港口鐵路的營運商）合併，改為突尼斯市交通公司。新線：六號線於2005年開始建造，計畫是連接突尼斯市和El Mourouj。

## 列車
在2006年，有136架鉸接式列車，這些列車是由西門子公司製造，於1984年至1997年交付。這些列車並科隆輕軌很相似。這些雙向列車是由750V的直流架空電纜輸送電力並在軌距1435毫米的路軌上行走，一組列車由兩架車廂組成，每架有
- 轉向架
- 電動馬達 2 x 240 kW
- 重40.3噸
- 長30米
- 闊2.47米
- 由低及高月台進入車廂

在2004年，法國和突尼西亞政府達成共識，突尼斯輕軌會訂購30架新輕軌電車Citadis由阿爾斯通公司建造。每組列車由兩架車廂組成，共長64米長及共可載客266人（企位：208，坐位：58）。第一架交付日期會是2007年9月17日。.. 
列車表面主要綠色的面加一條白線

## 路線
在2007年，突尼斯輕軌的網絡長32公里及有47個車站。有兩個轉車站：巴塞羅那廣場車站（轉乘突尼西亞鐵路公司）及突尼斯海岸站（轉乘TGM）。以下就是路線（2007年）：

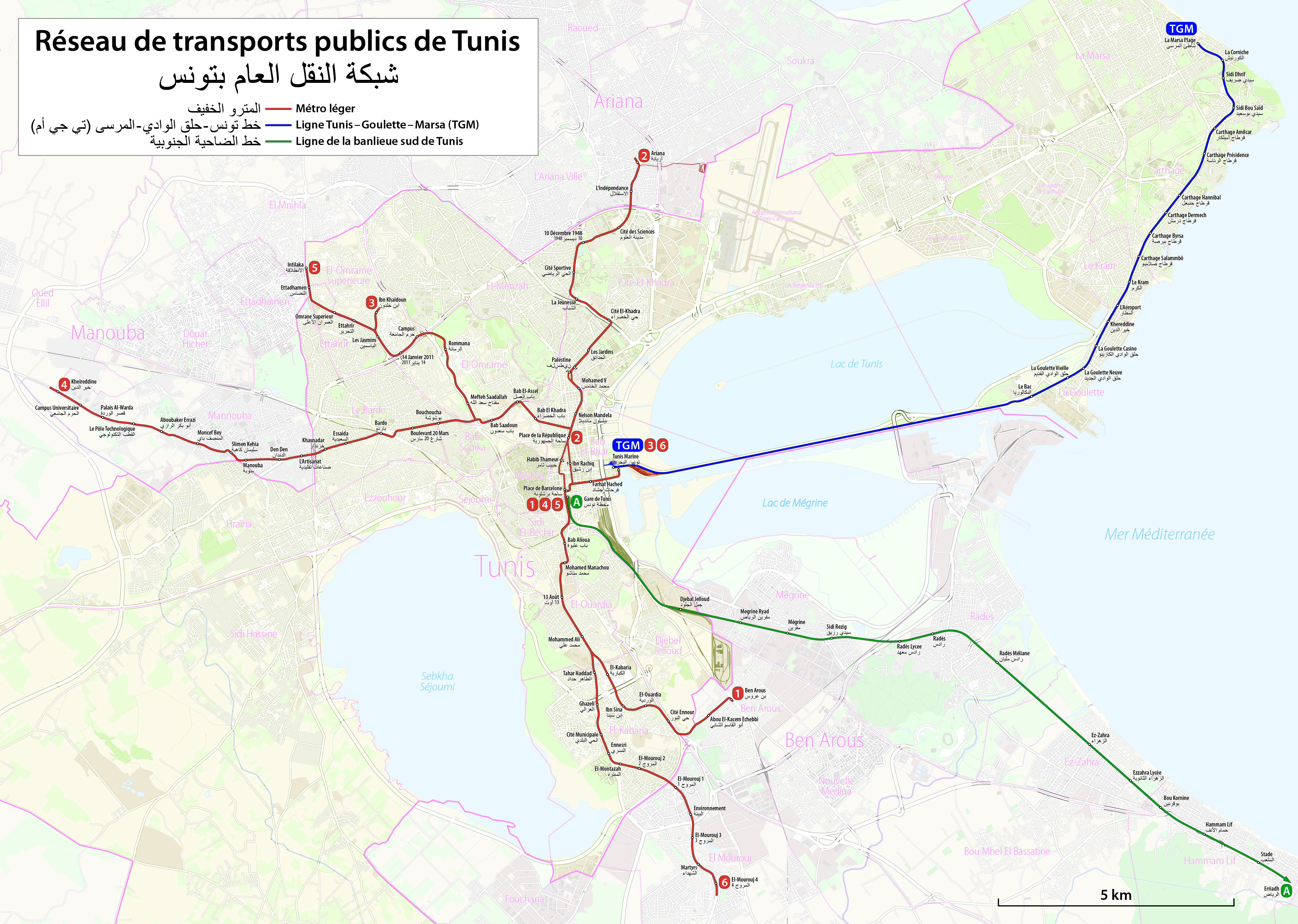
突尼斯輕軌的網絡

- 一號線：突尼斯海岸 - Ben Arous（南）
  - 全長：9.2公里
  - 每日開出班次：125班
  - 服務時間：03:25-23:05
  - 全長需時：27分鐘

- 二號線：巴塞羅那廣場 - Ariana（北）
  - 全長：8.9公里
  - 每日開出班次：133班
  - 服務時間：04:20-22:50
  - 全長需時：28分鐘

- 三號線：巴塞羅那廣場 - 伊本赫勒敦（西北）
  - 全長：8.4公里
  - 每日開出班次：51班
  - 服務時間：05:55-19:30
  - 全長需時：28分鐘

- 四號線：突尼斯海岸 - 傳傳（西）
  - 全長：9.8公里
  - 每日開出班次：105班
  - 服務時間：04:36-22:35
  - 全長需時：32-35分鐘

- 五號線：巴塞羅那廣場 - Intilaka（西北）
  - 全長：9.8公里
  - 每日開出班次：103班
  - 服務時間：04:09-22:35
  - 全長需時：34-35分鐘

- 環狀12號線：12月10日 - El Ouardia VI（只限繁忙時間：06:00-08:30和17:00-19:30）
  - 全長：12.03公里
  - 全長需時：39分鐘

- 環狀14號線：傳傳 - El Ouardia VI（只限繁忙時間：06:00-08:30和17:00-19:30）
  - 全長：14 公里
  - 全長需時：47分鐘

在2007年10月2日，一個長兩個的計畫開始，計畫內容是把四號線延長5.2公里至Manouba大學。

## 外部連結
- （法文） Société des transports de Tunis官方網站（法文）